# Интеркосмос-18
«Интеркосмос-18» («Магнитный», заводское обозначение АУОС-З-М-ИК) — советский научно-исследовательский спутник, запущенный 24 октября 1978 года в рамках программы Интеркосмос для изучения электромагнитных связей магнитосферы с ионосферой. Совместно с «Интеркосмос-18» был запущен чехословацкий субспутник «Магион-1», отделившийся от основного спутника после выведения на орбиту и работавший как автономный блок аппаратуры, позволивший изучать пространственную структуру ОНЧ-полей.
«Интеркосмос-18» построен в КБ «Южное» на платформе АУОС-З. Выведенный вместе с ним субспутник «Магион-1» был создан в Геофизическом институте Чехословацкой Академии наук. Запуск спутников произведён с космодрома Плесецк ракетой-носителем «Космос-3М» на околополярную эллиптическую орбиту с наклонением 83°, апогеем 770 км и перигеем 407 км.

## Конструкция
Спутниковая платформа АУОС-З была разработана для научно-исследовательских спутников, предназначенных для комплексного изучения космического пространства, солнечных и геофизических явлений. Базовая конструкция платформы представляла собой герметичный корпус, в котором поддерживался постоянный тепловой режим. В корпусе размещались аккумуляторные батареи и служебные системы спутника. Снаружи на корпусе были установлены восемь неориентированных панелей солнечных батарей общей площадью 12,5 м², раскрывающихся в полёте на угол 30° относительно корпуса, приборы и датчики бортовых систем, антенны радиотехнического комплекса. Для ориентации и стабилизации положения аппарата относительно местной вертикали выдвигалась штанга гравитационного стабилизатора. Ориентация и стабилизация по курсу обеспечивалась двухскоростным маховиком с электромагнитной разгрузкой. Единая телеметрическая система обеспечивала как управление аппаратом, так и каналы приёма команд и оперативной передачи информации для научных приборов. Научная аппаратура размещалась в отсеке на верхней крышке корпуса, её датчики, приборы и антенны — снаружи на крышке корпуса и на раскрывающихся в полёте выносных штангах.

## Полезная нагрузка
Полная масса спутника «Интеркосмос-18» — 1050 кг, из них полезная нагрузка — 140 кг. Субспутник «Магион-1» массой 15 кг устанавливался на крышке корпуса аппарата «Интеркосмос-18» и отделился от основного аппарата 14 ноября 1978 года. Научная аппаратура спутников была разработана учёными СССР, Венгрии, Чехословакии, Польши, ГДР, Румынии. Ведущей организацией по научной программе был Институт земного магнетизма, ионосферы и распространения радиоволн АН СССР.
Установленная на «Интеркосмос-18» аппаратура для изучения ОНЧ-волн была аналогична работавшей на спутниках «Интеркосмос-3», «Интеркосмос-5», «Интеркосмос-13» и «Интеркосмос-14». Она состояла из широкополосного приемника ОНЧ, работавшего в диапазоне от 100 до 16 000 Гц и из спектроанализаторов, настроенных на частоты 140, 450, 800, 4650 и 15 000 Гц. Идентичные спектроанализаторы были включены в каналы, регистрирующие магнитную и электрическую компоненты электромагнитных волн. На борту «Интеркосмос-18» были установлены также магнитометр для измерения возмущений магнитных полей, зонды Ленгмюра для измерения плотности и энергии электронов, измеритель электронной температуры, масс-спектрометр для изучения состава верхней атмосферы, анализатор электрических параметров плазмы, анализатор энергетических спектров и углов рассеяния заряженных частиц, ионная ловушка. В научных измерениях впервые был задействован автономный отделяющийся блок приборов, установленный на субспутнике «Магион-1», с помощью которого выполнялись пространственно-разнесенные ОНЧ эксперименты.

## Научная программа
Целью проводимых на «Интеркосмос-18» экспериментов было выяснение и изучение характера электромагнитных связей магнитосферы с ионосферой. Проводилось исследование магнитных полей, порождаемых токами, текущими из магнитосферы в ионосферу вдоль магнитных силовых линий и механизмов переноса электрических зарядов между магнитосферой и ионосферой. Регистрировались и исследовались низкочастотные радиоволны, возбуждаемые при вторжении энергичных частиц в полярную ионосферу и другие явления, возникающие в авроральной зоне. На паре спутников «Интеркосмос-18» и «Магион-1» выполнялись эксперименты по регистрации и изучению свистящих атмосфериков при разнесенных в пространстве измерительных приборах. Также проводились совместные пространственно-разнесённые ОНЧ-эксперименты со спутником «Интеркосмос-19».
Данные, полученные в ходе полёта «Интеркомоса-18», позволили подтвердить ряд гипотез о процессах магнитосферно-ионосферного взаимодействия. Была построена модель, связывающая низкочастотные излучения в авроральной области с развитием геомагнитных возмущений.